# Babis Stefanidis
Haralambos „Babis“ Stefanidis (* 8. März 1981) ist ein ehemaliger schwedischer Fußballspieler griechischer Abstammung. Der Mittelfeldspieler spielte in seiner Karriere in Schweden, Griechenland und Dänemark.

## Werdegang

### Karrierestart in Schweden und Griechenland
Stefanidis begann Ende der 1980er Jahre mit dem Fußballspielen bei IF Brommapojkarna. Beim Stockholmer Verein durchlief er die einzelnen Jugendmannschaften und debütierte 1998 in der ersten Mannschaft, die seinerzeit in der drittklassigen Division 2 Östra Svealand antrat. In mehreren Kurzeinsätzen in der ersten Saisonhälfte trug er zum Aufstieg des Klubs in die zweite Liga bei. Im Sommer des Jahres verließ Stefanidis jedoch vorzeitig den Verein und wechselte nach Griechenland zu Iraklis Thessaloniki. Hier spielte er in den folgenden Jahren hauptsächlich in der Nachwuchsmannschaft des Vereins, während er unregelmäßig auch in der Alpha Ethniki Spielzeit erlangte. 
Im Juli 2001 kehrte Stefanidis zunächst auf Leihbasis nach Schweden zurück und schloss sich Djurgårdens IF in der Allsvenskan an. Im 4-3-3-System kam er regelmäßig als Einwechselspieler auf der offensiven Außenbahn zum Einsatz, so dass der Verein am Ende der Spielzeit 2001 die im Leihvertrag vereinbarte Kaufoption zog. In der folgenden Spielzeit wirkte er in 24 der 26 Saisonspiele mit und war an der Seite von Mikael Dorsin, Kim Källström, Andreas Johansson und Stefan Rehn nicht zuletzt wegen seiner vier Saisontore am Gewinn des Lennart-Johansson-Pokals für den schwedischen Meistertitel maßgeblich beteiligt. Am 9. November des Jahres spielte er zudem mit der Mannschaft im Pokalendspiel gegen den Lokalrivalen AIK, zu Beginn der Verlängerung wurde er René Makondele ausgewechselt und erlebte den Siegtreffer von Louay Chanko abseits des Spielfeldes. Im Jahr nach dem Doublegewinn hatte er sich endgültig als Stammkraft etabliert und war in den Fokus der schwedischen U-21-Nationalmannschaft gerückt. Zwar von kleineren Verletzungen und Krankheiten im Saisonverlauf gebremst wirkte er bei der Titelverteidigung des Meistertitels mit.
Im Sommer 2004 nahm Stefanidis mit der U-21-Auswahl an der in Deutschland ausgetragenen U-21-Europameisterschaft teil. An der Seite von Johan Elmander, Stefan Ishizaki, Fredrik Stenman und Markus Rosenberg erreichte er als Gruppenerster vor Portugal, Deutschland und der Schweiz das Halbfinale. Das Spiel gegen die serbisch-montenegrinische Nachwuchsauswahl musste im Elfmeterschießen entschieden werden, dabei verschoss er den entscheidenden Elfmeter. Nach einer 2:3-Niederlage im Spiel um den dritten Platz gegen Portugal reiste er mit der Auswahlmannschaft ohne Medaille ab.

### Erneuter Wechsel ins Ausland und Rückkehr nach Schweden
Kurze Zeit nach dem Turnier scheiterten den Verhandlungen zwischen Stefanidis und Djurgårdens IF über eine Verlängerung des zum Ende 2004 auslaufenden Vertrages, so dass der Klub ihn bereits im Sommer abgeben wollte. Nachdem sich der Spieler mit Brøndby IF auf die Vertragsmodalitäten geeinigt hatte, stimmte Mitte Juli des Jahres auch Djurgårdens IF einem Wechsel nach Dänemark zu, wo Stefanidis einen Drei-Jahres-Kontrakt unterzeichnete. An der Seite von Jonas Kamper, Thomas Kahlenberg, Morten Skoubo und Martin Retov spielte er bis zur Winterpause regelmäßig, verlor aber im Frühjahr seinen Stammplatz. War er beim 4:2-Erfolg über den norwegischen Klub Tromsø IL im anschließenden Gruppenspiel der Royal League 2004/05 im Februar 2005 als Einwechselspieler zum Einsatz gekommen, blieb er bis zum Juli des Jahres ohne weiteren Pflichtspieleinsatz für den Klub. Daher verließ er den Klub trotz Gewinns des Doubles aus Meisterschaft und Pokalsieg nach einer Spielzeit in Richtung Schweden.
Am 5. Juli 2005 unterzeichnete Stefanidis einen sich bis Ende 2007 erstreckenden Vertrag mit zweieinhalb Jahren Laufzeit bei Helsingborgs IF. An der Seite von Christian Järdler, Peter Graulund, Andreas Dahl und Erik Wahlstedt etablierte er sich als Stammspieler und erreichte mit der Mannschaft am Ende der Spielzeit 2006 als Tabellenvierter die Royal League 2006/07, bei der sie erst im Halbfinale ausschied.
Im Sommer 2007 wechselte Stefanidis innerhalb der Allsvenskan zum Erzrivalen Malmö FF, woraufhin er von Anhängern seines alten Klub scharf kritisiert wurde und sogar Morddrohungen erhielt. Bis zum Saisonende kam mer schließlich zehnmal zum Einsatz. In einem Saisonvorbereitungsspiel mit der U-21-Nachwuchsmannschaft des Klubs zog er sich einen komplizierten Beinbruch zu. In der Folge fiel er langfristig aus und kämpfte sich über Spielpraxis in der U-21-Mannschaft wieder an den Kader heran. Im Sommer 2008 verlieh ihn der Klub an Landskrona BoIS, damit er Spielpraxis in der zweitklassigen Superettan erlangt. Bis zum Saisonende war er Stammkraft im offensiven Bereich und erreichte mit der Mannschaft den achten Tabellenplatz.
Im Dezember 2009 kehrte Stefanidis zu seinem Heimatverein IF Brommapojkarna zurück. Unter Trainer Kim Bergstrand Stammspieler spielte er mit der Mannschaft um Olof Guterstam, Pablo Piñones-Arce, Kim Odelius und Pär Asp gegen den Abstieg in die Superettan. Trotz eines Trainerwechsels – Roberth Björknesjö übernahm die Betreuung der Mannschaft im Oktober – beendete der Klub die Spielzeit als Tabellenschlusslicht.

## Erfolge
- Schwedischer Meister: 2002, 2003
- Schwedischer Pokalsieger: 2002, 2006
- Dänischer Meister: 2005
- Dänischer Pokalsieger: 2005